# Fa (Aude)
Pour les articles homonymes, voir Fa.
Fa  est une commune déléguée française, située dans le département de l'Aude en région Occitanie.
Ses habitants sont appelés les Fanols en occitan, ou les Fabianais(es).

## Géographie

### Localisation
11260 Val-du-Faby Fa ( 42.93811, 2.19142 )

#### Communes limitrophes
|                        | La Serpent | Antugnac          |
| Rouvenac (Val-du-Faby) | Fa         | Espéraza          |
|                        | Quillan    | Campagne-sur-Aude |

#### Géologie et relief
Fa se situe en zone de sismicité 3 (sismicité modérée).

#### Toponymie
Le nom de la localité est attesté sous les formes de Fan en 1162, puis de Fano en 1232
C'est une évolution du latin fanum, signifiant « temple ».

## Histoire
Le château de Fa appartient au XIIIe siècle à l'archevêque de Narbonne. En 1268, on ne sait pour quelle raison, l'abbé d'Alet Raimon II à la tête d'une troupe armée prend et incendie le château de Fa, tue la garnison et détruit notamment la tour carrée. Excommunié par Maurin, archevêque de Narbonne, il est condamné à rétablir la tour dans son état d'origine.
Le 1er janvier 2019, la commune fusionne avec Rouvenac pour former la commune nouvelle de Val-du-Faby dont la création est actée par arrêté du préfet de l'Aude en date du 5 décembre 2018.

## Politique et administration
| Période                                  | Période  | Identité        | Étiquette | Qualité |
| ---------------------------------------- | -------- | --------------- | --------- | ------- |
| Les données manquantes sont à compléter. |          |                 |           |         |
| mars 2014                                | En cours | Anthony Chanaud |           |         |

## Démographie
L'évolution du nombre d'habitants est connue à travers les recensements de la population effectués dans la commune depuis 1793. Pour les communes de moins de 10 000 habitants, une enquête de recensement portant sur toute la population est réalisée tous les cinq ans, les populations de référence des années intermédiaires étant quant à elles estimées par interpolation ou extrapolation. Pour la commune, le premier recensement exhaustif entrant dans le cadre du nouveau dispositif a été réalisé en 2005.

En 2016, la commune comptait 350 habitants, en évolution de −4,37 % par rapport à 2010 (Aude : +2,65 %, France hors Mayotte : +2,11 %).
| 1793 | 1800 | 1806 | 1821 | 1831 | 1836 | 1846 | 1851 | 1856 |
| ---- | ---- | ---- | ---- | ---- | ---- | ---- | ---- | ---- |
| 540  | 550  | 618  | 653  | 626  | 674  | 666  | 655  | 620  |

| 1861 | 1866 | 1872 | 1876 | 1881 | 1886 | 1891 | 1896 | 1901 |
| ---- | ---- | ---- | ---- | ---- | ---- | ---- | ---- | ---- |
| 596  | 574  | 571  | 571  | 590  | 542  | 519  | 535  | 539  |

| 1906 | 1911 | 1921 | 1926 | 1931 | 1936 | 1946 | 1954 | 1962 |
| ---- | ---- | ---- | ---- | ---- | ---- | ---- | ---- | ---- |
| 562  | 550  | 443  | 454  | 496  | 447  | 431  | 427  | 382  |

| 1968 | 1975 | 1982 | 1990 | 1999 | 2005 | 2006 | 2010 | 2015 |
| ---- | ---- | ---- | ---- | ---- | ---- | ---- | ---- | ---- |
| 317  | 294  | 301  | 276  | 299  | 318  | 313  | 366  | 351  |

| 2016 | - | - | - | - | - | - | - | - |
| ---- | - | - | - | - | - | - | - | - |
| 350  | - | - | - | - | - | - | - | - |

## Culture locale et patrimoine

### Lieux et monuments
- Tour carrée de Fa. La tour de Fa et la colline sur laquelle elle se dresse sont inscrits au titre des sites naturels depuis 1945[10].

### Personnalités liées à la commune
- Pierre Sire, né à Fa le 26 janvier 1862, décédé à Carcassonne le 26 mars 1939. Après une brillante carrière militaire qu'il termine avec le grade de colonel, en 1918, à Carcassonne où il était chargé du ravitaillement. Il était décoré de la médaille de Madagascar, commandeur de l'Ordre Nichan Iftikar, et officier de la Légion d'honneur. Pierre Sire toujours dévoué aux autres et à la chose publique, est élu maire de Fa, conseiller général du canton de Quillan, député de l'Aude de 1928 à 1932, mandat qu'il abandonne pour raison de santé chancelante.A la Chambre des députés il est membre des commissions : Alsace-Lorraine, Mines et Forces, Marine. Parmi ses interventions il faut retenir : proposition pour le rétablissement du  tribunal de Limoux, demande de majoration pour certains officiers d'administration. Pierre Sire était membre du parti radical-socialiste, à la Chambre des députés il  était membre du groupe radical et radical-socialiste. Pierre Sire est inhumé au cimetière de Fa.

### Héraldique
| Rouvenac | Son blasonnement est : D'argent aux deux bandes de gueules, au chef du même. |

Ces sont des armoiries historiques qui sont différentes de celles actuellement utilisées.